# Felipe Alberdi
Pour les articles homonymes, voir Alberdi.
Alberdi  Gorroño est un nom espagnol. Le premier nom de famille, en général paternel, est Alberdi ; le second, en général maternel, souvent omis, est Gorroño.
Felipe Alberdi Gorroño, né le 23 août 1930 à Amorebieta, est un coureur cycliste espagnol professionnel de 1956 à 1961.
En 1960, il gagne une étape du Tour d'Espagne, et porte le maillot de leader pendant un jour.

## Palmarès sur route

### Par année
- 1952[2]
  - Tour de Bilbao
  - Antzuola Saria
- 1954
  - Prueba Pentecostes
  - 2e de la Prueba Loinaz
- 1956[2]
  - Prueba Loinaz
  - Trofeo General Yagüe
  - Gran Premio Virgen Blanca
  - 2e du Circuit de Getxo
  - 2e de la Vuelta al Valle de Léniz
  - 3e de la Cinturón de Bilbao
  - 3e de la Prueba Pentecostes
- 1957
  - 3eb étape de la Bicyclette basque
  - Trofeo General Yagüe
- 1960
  - 2e étape du Tour d'Espagne
  - 2e de la Klasika Primavera
  - 3e de la Vuelta al Baztan

### Résultats sur le Tour d'Espagne
3 participations
- 1956 : abandon (1re étape)
- 1958 : abandon (9e étape)
- 1960 : abandon (9e étape), vainqueur de la 2e étape,  maillot amarillo pendant 1 jour

## Palmarès en cyclo-cross
- 1956
  - 2e du championnat d'Espagne
- 1957
  - 3e du championnat d'Espagne